# Antonio Villaraigosa

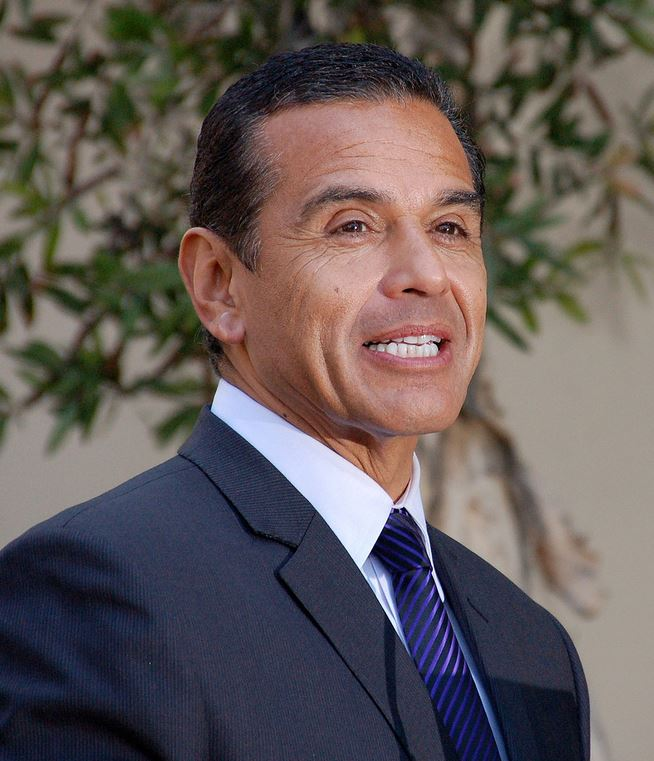
Antonio Villaraigosa in mei 2013.

Antonio Ramón Villaraigosa, geboren als Antonio Ramón Villar, jr. (Los Angeles, 23 januari 1953), is een Amerikaans politicus van de Democratische Partij. Na een carrière van 6 jaar in het lagerhuis van Californië en 2 jaar in de gemeenteraad van Los Angeles, diende Villaraigosa van 2005 tot 2013 als burgemeester van die stad.

## Biografie
Villaraigosa, de zoon van een Mexicaanse immigrant, studeerde geschiedenis aan de UCLA, waar hij in 1977 een bachelordiploma behaalde. Daarna studeerde hij aan het People's College of Law, maar hij slaagde er niet in om tot de balie te worden toegelaten. Hij ging aan de slag bij de vakbond United Teachers Los Angeles, gevolgd door American Civil Liberties Union en American Federation of Government Employees.
In 1990 verkreeg Villaraigosa een zetel in het Los Angeles Metropolitan Transportation Board. In 1994 werd hij verkozen tot het California State Assembly. Tijdens zijn eerste termijn kozen zijn Democratische partijgenoten hem als Assembly Whip en Majority Leader. In 1998 werd hij Speaker of the Assembly. Hij ontwikkelde zich tot een van de belangrijkste vertegenwoordigers van de progressieven en Hispanics in zijn staat. Termijnbeperkingen verhinderden hem echter om zich in 2000 herverkiesbaar te stellen. Het jaar daarna stelde hij zich echter kandidaat voor de burgemeestersverkiezingen van zijn thuisstad. Hij verloor echter van zijn partijgenoot James Hahn. Twee jaar later geraakte Villaraigosa verkozen als gemeenteraadslid van Los Angeles.
In 2005 waagde hij zich voor een tweede keer aan de burgemeestersverkiezingen. Hij won de voorverkiezing in maart en haalde het op 17 mei van de toenmalige burgemeester, Hahn. Villaraigosa werd op 1 juli 2005 ingezworen als de eerste burgemeester van Latijns-Amerikaanse origine in meer dan 130 jaar. Een relatief nipte meerderheid, 55,65%, zorgde voor zijn herverkiezing in 2009. Zijn burgemeesterschap ging bovendien gepaard met verschillende controverses, over zowel zijn beleid als zijn persoonlijke leven. Villaraigosa kon zich in 2013 niet nog eens herverkiesbaar stellen. Hij werd op 1 juli 2013 opgevolgd door Eric Garcetti.
- Library of Congress Control Number: no2006102125
- Virtual International Authority File: 31757757
- WorldCat: E39PBJhH6PV39Mmp6jjkq7F9Xd